# 新阳站 (咸镜北道)
新陽站（韓語：신양역）是朝鮮民主主義人民共和國咸鏡北道延社郡新陽里的一個鐵路車站，属于白茂线。

## 邻近车站
白茂线
羅跡站 - 新陽站 - 小桃站